# 梅奇希夫
49°22′13″N 24°52′29″E / 49.37028°N 24.87472°E
梅奇希夫（烏克蘭語：Мечищів）是位於烏克蘭西部的村莊，由特諾皮爾州特諾皮爾區的薩蘭丘基市鎮負責管轄。該村始建於1538年，面積1.9平方公里，2001年人口591，人口密度每平方公里311.1人。